# Beleń-Kolonia
Beleń-Kolonia – wieś w Polsce położona w województwie łódzkim, w powiecie zduńskowolskim, w gminie Zapolice.
W latach 1975–1998 miejscowość położona była w województwie sieradzkim.